# Leichtathletik-Länderkampf der Frauen 1973 Sowjetunion – BR Deutschland
| 9. Leichtathletik-Länderkampf mit bundesdeutscher Beteiligung 1973 | 9. Leichtathletik-Länderkampf mit bundesdeutscher Beteiligung 1973 |
| ------------------------------------------------------------------ | ------------------------------------------------------------------ |
|                                                                    |                                                                    |
| Ländervergleich der Frauen: Sowjetunion – BR Deutschland           |                                                                    |
| Austragungsort                                                     | Leningrad                                                          |
| Wettbewerbe                                                        | 13                                                                 |
| Datum                                                              | 16./17. Juni                                                       |
| 1. URS 2. FRG                                                      | 74,5 Punkte 59,5 Punkte                                            |
| Chronik                                                            |                                                                    |
| ← URS-FRG (M)                                                      | FIN-FRG Springer/Werfer (M) →                                      |

Den neunten Vergleich des Länderkampfjahres 1973 trugen die Frauen wie auch ihre männlichen Kollegen am 16./17. Juni in Leningrad gegen die Sowjetunion aus. Die Begegnung fand wie das Aufeinandertreffen der Männer zum fünften Mal statt, hier lautete die Bilanz allerdings zwei zu zwei. Beide vorangegangenen Länderkämpfe mit diesen Gegnerinnen hatten die bundesdeutschen Leichtathletinnen für sich entschieden.

## Wettbewerbe und Modus
Auf dem Programm standen die inzwischen üblichen dreizehn Wettbewerbe, die das damalige olympische Frauenprogramm komplett abdeckten. Die Wertung erfolgte in allen Disziplinen nach dem Standardsystem.

## Ergebnis
Von den Laufdisziplinen gingen vier an die Sowjetunion und zwei an die Bundesrepublik. Die sowjetischen Sportlerinnen belegten dabei gleichzeitig vier Mal die Ränge eins und zwei, während die bundesdeutschen Athletinnen hier zu keinem Doppelerfolg kamen. In den Staffeln und in den Sprungwettbewerben lag jedes der beiden Teams jeweils einmal vorn. Im Bereich Wurf/Stoß entschied die UdSSR zwei Disziplinwertungen für sich, die Bundesrepublik eine. So mussten die bundesdeutschen Frauen sich mit 59,5 zu 74,5 Punkten geschlagen geben und lagen in der Bilanz damit zwei zu drei hinten. Es war die zweite und letzte Niederlage in der Saison 1973.

## Legende
Kurze Übersicht zur Bedeutung der Symbolik – so üblicherweise auch in sonstigen Veröffentlichungen verwendet:
| DSQ | disqualifiziert |

## Resultate

### 100 m
| Platz | Athletin               | Land | Zeit (s) |
| ----- | ---------------------- | ---- | -------- |
| 1     | Annegret Richter       | FRG  | 11,2     |
| 2     | Nadeschda Besfamilnaja | URS  | 11,3     |
| 3     | Christiane Krause      | FRG  | 11,5     |
| 4     | Ljudmila Maslakowa     | URS  | 11,5     |

Datum: 16. Juni

### 200 m
| Platz | Athletin               | Land | Zeit (s) |
| ----- | ---------------------- | ---- | -------- |
| 1     | Inge Helten            | FRG  | 23,7     |
| 2     | Nadeschda Besfamilnaja | URS  | 23,8     |
| 3     | Annegret Kroniger      | FRG  | 23,9     |
| 4     | Marina Sidorowa        | URS  | 24,1     |

Datum: 17. Juni

### 400 m
| Platz | Athletin              | Land | Zeit (s) |
| ----- | --------------------- | ---- | -------- |
| 1     | Natalia Kulitschkowa  | URS  | 53,8     |
| 2     | Nadeschda Kolesnikowa | URS  | 54,0     |
| 3     | Rita Wilden           | FRG  | 54,5     |
| 4     | Christel Frese        | FRG  | 54,6     |

Datum: 16. Juni

### 800 m
| Platz | Athletin              | Land | Zeit (min) |
| ----- | --------------------- | ---- | ---------- |
| 1     | Nijolė Sabaitė        | URS  | 2:08,5     |
| 2     | Walentina Gerassimowa | URS  | 2:08,7     |
| 3     | Gisela Ellenberger    | FRG  | 2:09,5     |
| 4     | Hildegard Falck       | FRG  | 2:09,8     |

Datum: 16. Juni

### 1500 m
| Platz | Athletin          | Land | Zeit (min) |
| ----- | ----------------- | ---- | ---------- |
| 1     | Tatjana Kasankina | URS  | 4:18,0     |
| 2     | Tamara Pangelowa  | URS  | 4:20,6     |
| 3     | Ellen Tittel      | FRG  | 4:29,8     |
| 4     | Sylvia Schenk     | FRG  | 4:57,8     |

Datum: 17. Juni

### 100 m Hürden
| Platz | Athletin           | Land | Zeit (s) |
| ----- | ------------------ | ---- | -------- |
| 1     | Natalja Lebedewa   | URS  | 13,6     |
| 2     | Ljubow Kononowa    | URS  | 13,6     |
| 3     | Marlies Koschinski | FRG  | 13,8     |
| 4     | Uta Nolte          | FRG  | 15,5     |

Datum: 17. Juni

### 4 × 100 m Staffel
| Platz | Besetzung      | Land                                                                           | Zeit (s) |
| ----- | -------------- | ------------------------------------------------------------------------------ | -------- |
| 1     | BR Deutschland | Elfgard Schittenhelm Annegret Richter Christiane Krause Inge Helten            | 44,6     |
| 2     | Sowjetunion    | Tatjana Tschernikowa Ljudmila Maslakowa Marina Sidorowa Nadeschda Besfamilnaja | 44,8     |

Datum: 16. Juni

### 4 × 400 m Staffel
| Platz | Besetzung      | Land                                                                   | Zeit (min) |
| ----- | -------------- | ---------------------------------------------------------------------- | ---------- |
| 1     | Sowjetunion    | Natalia Kulitschkowa Syrowazkaja Ingrīda Barkāne Nadeschda Kolesnikowa | 3:36,7     |
| 2     | BR Deutschland | Dagmar Jost Gisela Ellenberger Erika Weinstein Rita Wilden             | 3:39,4     |

Datum: 17. Juni

### Hochsprung
| Platz | Athletin             | Land | Höhe (m) |
| ----- | -------------------- | ---- | -------- |
| 1     | Ulrike Meyfarth      | FRG  | 1,81     |
| 2     | Ellen Mundinger      | FRG  | 1,75     |
| 3     | Marina Aljakrinskaja | URS  | 1,75     |
| 4     | Olga Bondarenko      | URS  | 1,60     |

Datum: 17. Juni

### Weitsprung
| Platz | Athletin          | Land | Weite (m) |
| ----- | ----------------- | ---- | --------- |
| 1     | Kapitalina Lotowa | URS  | 6,38      |
| 2     | Liubow lljina     | URS  | 6,14      |
| 3     | Heide Rosendahl   | FRG  | 5,99      |
| 4     | Edda Trocha       | FRG  | 5,95      |

### Kugelstoßen
| Platz | Athletin              | Land | Weite (m) |
| ----- | --------------------- | ---- | --------- |
| 1     | Nadeschda Tschischowa | URS  | 19,02     |
| 2     | Nadeschda Winogradowa | URS  | 17,91     |
| 3     | Brigitte Berendonk    | FRG  | 16,08     |
| 4     | Sigrun Kofink         | FRG  | 15,25     |

Datum: 16. Juni

### Diskuswurf
| Platz | Athletin           | Land | Weite (m) |
| ----- | ------------------ | ---- | --------- |
| 1     | Faina Melnik       | URS  | 64,50     |
| 2     | Liesel Westermann  | FRG  | 57,70     |
| 3     | Brigitte Berendonk | FRG  | 56,20     |
| 4     | Jatjana Sergejewa  | URS  | 55,34     |

Datum: 17. Juni

### Speerwurf
| Platz | Athletin           | Land | Weite (m) |
| ----- | ------------------ | ---- | --------- |
| 1     | Ameli Koloska      | FRG  | 55,74     |
| 2     | Christa Peters     | FRG  | 55,26     |
| 3     | Tatjana Schigalowa | URS  | 51,82     |
| DSQ   | Elvīra Ozoliņa     | URS  |           |

Datum: 17. Juni